# Rodelbaan (Duinrell)
De rodelbaan is een rodelbaan in het Nederlandse attractiepark Duinrell.
De in 1984 geopende rodelbaan heeft twee parallelle banen, waardoor het mogelijk is om tegen elkaar te duelleren. Aan het begin van de rodelbaan wordt men naar een hoogte van 40 meter de duinen opgetakeld, waarna via een 350 meter lange baan bezoekers naar beneden glijden. De snelheid van het karretje kan zelf bepaald worden. De maximale snelheid die behaald kan worden is 50 km/u. Uit veiligheidsoverwegingen staan er langs de baan een aantal waarschuwingsborden, vanwege scherpe bochten. Om veiligheidsredenen dient elke bezoeker groter te zijn dan 140 cm om toegelaten te worden tot de rodelbaan.

## Incident
In september van 2009 liep een Brits echtpaar lichte verwondingen op, nadat de man bovenop zijn vrouw inreed, nadat deze plotseling afremde. De botsing kan zijn veroorzaakt doordat de man de aanwijzingen onvoldoende heeft opgevolgd. Zo staat er, ook in het Engels, bij de ingang van de rodelbaan vermeld dat bezoekers tijdens de rit minimaal 25 meter afstand van elkaar moeten hebben.

## Weersomstandigheden
Bij neerslag, harde wind en winterse omstandigheden sluit de rodelbaan uit veiligheidsoverwegingen, gezien de remblokjes dan geen effect meer hebben en men kan doorschieten bij een noodstop.